# تیبرت بتل
تیبرت بتل (انگلیسی: Tabrett Bethell؛ زادهٔ ۱۳ مهٔ ۱۹۸۱) بازیگر و مانکن اهل استرالیا است.
از فیلم‌ها یا برنامه‌های تلویزیونی که وی در آن نقش داشته است، می‌توان به درمانگاه و موج ۳ اشاره کرد.